# Bugaj (powiat skarżyski)
Bugaj – wieś w Polsce, położona w województwie świętokrzyskim, w powiecie skarżyskim, w gminie Bliżyn. Leży na trasie Skarżysko-Kamienna-Końskie. W roku 2011 wieś liczyła 241 mieszkańców.
| SIMC    | Nazwa     | Rodzaj    |
| ------- | --------- | --------- |
| 0228358 | Pastwiska | część wsi |
| 0228364 | Pod Lasem | część wsi |

W latach 1975–1998 miejscowość należała administracyjnie do województwa kieleckiego.
Wieś położona nad rzeką Kamienną.
Przez wieś przechodzi  żółty szlak turystyczny prowadzący przez okolice Skarżyska-Kamiennej.
Wierni Kościoła rzymskokatolickiego należą do parafii św. Ludwika w Bliżynie.